# Фор-Корнерс (Техас)
Фор-Корнерс (англ. Four Corners) — переписна місцевість (CDP) в США, в окрузі Форт-Бенд штату Техас. Населення — 12 103 особи (2020).

## Географія
Фор-Корнерс розташований за координатами 29°40′13″ пн. ш. 95°39′36″ зх. д. / 29.67028° пн. ш. 95.66000° зх. д. (29.670346, -95.660013).  За даними Бюро перепису населення США в 2010 році переписна місцевість мала площу 6,59 км², з яких 6,58 км² — суходіл та 0,01 км² — водойми.

## Демографія
Згідно з переписом 2010 року, у переписній місцевості мешкали 12 382 особи в 3226 домогосподарствах у складі 2914 родин. Густота населення становила 1879 осіб/км².  Було 3332 помешкання (506/км²).
Расовий склад населення:
| - 34,6 % — азіатів - 31,2 % — чорних або афроамериканців - 18,6 % — білих - 0,4 % — корінних американців - 11,8 % — осіб інших рас |

До двох чи більше рас належало 3,5 %. Частка іспаномовних становила 25,4 % від усіх жителів.
За віковим діапазоном населення розподілялося таким чином: 34,0 % — особи молодші 18 років, 61,5 % — особи у віці 18—64 років, 4,5 % — особи у віці 65 років та старші. Медіана віку мешканця становила 31,0 року. На 100 осіб жіночої статі у переписній місцевості припадало 93,4 чоловіків;  на 100 жінок у віці від 18 років та старших — 91,2 чоловіків також старших 18 років.
Середній дохід на одне домашнє господарство  становив 83 607 доларів США (медіана — 69 342), а середній дохід на одну сім'ю — 84 294 долари (медіана — 70 015). Медіана доходів становила 49 580 доларів для чоловіків та 43 560 доларів для жінок. За межею бідності перебувало 12,5 % осіб, у тому числі 9,2 % дітей у віці до 18 років та 17,1 % осіб у віці 65 років та старших.
Цивільне працевлаштоване населення становило 6092 особи. Основні галузі зайнятості: освіта, охорона здоров'я та соціальна допомога — 27,6 %, роздрібна торгівля — 15,2 %, виробництво — 13,6 %.